# Primera División Profesional de Uruguay 2011-2012
La Primera División Profesional de Uruguay 2011-2012 è stata la 108ª edizione del campionato uruguaiano di calcio di massima serie.
Il Nacional si è laureato campione per la 44ª volta.

## Squadre partecipanti
| Club                 | Città      | Stadio                              |
| -------------------- | ---------- | ----------------------------------- |
| Bella Vista          | Montevideo | José Nasazzi                        |
| Cerrito              | Montevideo | Parque Maracaná                     |
| Cerro                | Montevideo | Luis Tróccoli                       |
| Cerro Largo          | Melo       | Arquitecto Antonio Eleuterio Ubilla |
| Danubio              | Montevideo | Jardines Del Hipódromo              |
| Defensor Sporting    | Montevideo | Luis Franzini                       |
| El Tanque Sisley     | Montevideo | Dr. Victor Della Valle              |
| Fénix                | Montevideo | Parque Capurro                      |
| Liverpool            | Montevideo | Belvedere                           |
| Montevideo Wanderers | Montevideo | Parque Alfredo Víctor Viera         |
| Nacional             | Montevideo | Gran Parque Central                 |
| Peñarol              | Montevideo | Centenario                          |
| Racing               | Montevideo | Osvaldo Roberto                     |
| Rampla Juniors       | Montevideo | Olímpico                            |
| Rentistas            | Montevideo | Complejo Rentistas                  |
| River Plate          | Montevideo | Parque Federico Omar Saroldi        |

## Torneo di Apertura
Il Torneo di Apertura è iniziato il 13 agosto.

### Classifica Torneo di Apertura
| Pos. | Squadra              | Pt | G  | V | N | P  | GF | GS | DR  |
| ---- | -------------------- | -- | -- | - | - | -- | -- | -- | --- |
| 1.   | Nacional             | 32 | 15 | 9 | 5 | 1  | 30 | 11 | +19 |
| 2.   | Danubio              | 31 | 15 | 8 | 5 | 2  | 19 | 8  | +11 |
| 3.   | Peñarol              | 30 | 15 | 9 | 3 | 3  | 30 | 12 | +18 |
| 4.   | River Plate          | 28 | 15 | 8 | 4 | 3  | 22 | 17 | +5  |
| 5.   | Cerro Largo          | 27 | 15 | 8 | 3 | 4  | 18 | 16 | +2  |
| 6.   | Defensor Sporting    | 24 | 15 | 7 | 3 | 5  | 23 | 16 | +7  |
| 7.   | Cerro                | 24 | 15 | 7 | 3 | 5  | 17 | 12 | +5  |
| 8.   | Liverpool (M)        | 19 | 15 | 6 | 1 | 8  | 17 | 18 | −1  |
| 9.   | El Tanque Sisley     | 18 | 15 | 5 | 3 | 7  | 15 | 23 | −8  |
| 10.  | Montevideo Wanderers | 17 | 15 | 5 | 2 | 8  | 23 | 25 | −2  |
| 11.  | Racing Montevideo    | 17 | 15 | 4 | 6 | 5  | 20 | 23 | −3  |
| 12.  | Rampla Juniors       | 16 | 15 | 5 | 1 | 9  | 16 | 22 | −6  |
| 13.  | Fénix                | 16 | 15 | 4 | 4 | 7  | 15 | 22 | −7  |
| 14.  | Rentistas            | 14 | 15 | 4 | 2 | 9  | 10 | 21 | −11 |
| 15.  | Cerrito              | 13 | 15 | 3 | 4 | 8  | 10 | 23 | −13 |
| 16.  | Bella Vista          | 10 | 15 | 3 | 1 | 11 | 9  | 25 | −16 |

## Torneo di Clausura
Il Torneo di Clausura è iniziato il 18 febbraio e si è concluso il 5 giugno.

### Classifica Torneo di Clausura
| Pos. | Squadra              | Pt | G  | V  | N  | P  | GF | GS  | DR  |
| ---- | -------------------- | -- | -- | -- | -- | -- | -- | --- | --- |
| 1.   | Defensor Sporting    | 38 | 15 | 12 | 2  | 1  | 31 | 11  | +20 |
| 2.   | Nacional             | 35 | 15 | 11 | 2  | 2  | 38 | 20  | +18 |
| 3.   | Liverpool (M)        | 34 | 15 | 11 | 1  | 3  | 31 | 21  | +10 |
| 4.   | Peñarol              | 32 | 15 | 10 | 2  | 3  | 41 | 18  | +23 |
| 5.   | Cerro Largo          | 27 | 15 | 8  | 3  | 4  | 28 | 18  | +10 |
| 6.   | Montevideo Wanderers | 24 | 15 | 7  | 3  | 5  | 26 | 25  | +1  |
| 7.   | River Plate          | 22 | 15 | 6  | 4  | 5  | 28 | 23  | +5  |
| 8.   | Danubio              | 21 | 15 | 5  | 6  | 4  | 18 | 18  | +0  |
| 9.   | Bella Vista          | 20 | 15 | 6  | 2  | 7  | 19 | 21  | −2  |
| 10.  | Racing Montevideo    | 17 | 15 | 5  | 2  | 8  | 21 | 30  | −9  |
| 11.  | Rampla Juniors       | 15 | 15 | 4  | 3  | 8  | 18 | 33  | −15 |
| 12.  | El Tanque Sisley     | 13 | 15 | 4  | 1  | 10 | 14 | 25  | −11 |
| 13.  | Cerro                | 12 | 15 | 3  | 3  | 9  | 18 | 25  | −7  |
| 14.  | Cerrito              | 11 | 15 | 2  | 5  | 8  | 14 | 29  | −15 |
| 15.  | Fénix                | 9  | 15 | 1  | 6  | 8  | 18 | 25  | −7  |
| 16.  | Rentistas            | 5  | 0  | 5  | 10 | 9  | 30 | −21 |     |

## Classifica aggregata
|  | Pos. | Squadra              | Pt | G  | V  | N  | P  | GF | GS | DR  |
|  | ---- | -------------------- | -- | -- | -- | -- | -- | -- | -- | --- |
|  | 1.   | Nacional             | 67 | 30 | 20 | 7  | 3  | 68 | 31 | +37 |
|  | 2.   | Peñarol              | 62 | 30 | 19 | 5  | 6  | 71 | 30 | +41 |
|  | 3.   | Defensor Sporting    | 62 | 30 | 19 | 5  | 6  | 54 | 27 | +27 |
|  | 4.   | Cerro Largo          | 54 | 30 | 16 | 6  | 8  | 46 | 34 | +12 |
|  | 5.   | Liverpool (M)        | 53 | 30 | 17 | 2  | 11 | 48 | 39 | +9  |
|  | 6.   | Danubio              | 52 | 30 | 13 | 11 | 6  | 37 | 26 | +11 |
|  | 7.   | River Plate          | 50 | 30 | 14 | 8  | 8  | 50 | 40 | +10 |
|  | 8.   | Montevideo Wanderers | 44 | 30 | 13 | 5  | 12 | 49 | 50 | −1  |
|  | 9.   | Cerro                | 36 | 30 | 10 | 6  | 14 | 35 | 37 | −2  |
|  | 10.  | Racing Montevideo    | 34 | 30 | 9  | 8  | 13 | 41 | 53 | −12 |
|  | 11.  | El Tanque Sisley     | 31 | 30 | 9  | 4  | 17 | 29 | 48 | −19 |
|  | 12   | Rampla Juniors       | 31 | 30 | 9  | 4  | 17 | 34 | 55 | −21 |
|  | 13.  | Bella Vista          | 30 | 30 | 9  | 3  | 18 | 28 | 46 | −18 |
|  | 14.  | Fénix                | 25 | 30 | 5  | 10 | 15 | 33 | 46 | −13 |
|  | 15.  | Cerrito              | 24 | 30 | 5  | 9  | 16 | 24 | 52 | −28 |
|  | 16.  | Rentistas            | 19 | 30 | 4  | 7  | 19 | 19 | 51 | −32 |

### Verdetti
- Coppa Libertadores 2013: Nacional e Peñarol ammessi al secondo turno; Defensor Sporting ammesso al primo turno.
- Coppa Sudamericana 2012: Nacional ammesso al secondo turno; Cerro Largo, Liverpool e Danubio ammessi al primo turno.
- Play-off: Nacional e Defensor Sporting ammesse.
- Retrocessioni[2]: Cerrito, Rentistas e Rampla Juniors.

### Play-off
La gara di play-off per l'aggiudicazione del titolo si disputa fra il Nacional campione del torneo di Apertura e il Defensor Sporting campione del torneo di Clausura. Il Nacional è la squadra che ha totalizzato più punti sommando i due tornei, così se il Defensor Sporting avesse vinto l'incontro si sarebbe dovuto scontrare nuovamente con il Nacional per l'assegnazione del titolo.
| Arbitro: | Darío Ubriaco |

|            |           |  |
| Recoba 41’ | Marcatori |  |

| Nacional | Defensor Sporting |

| NACIONAL:        |    |                     |     |     |
|                  |    |                     |     |     |
| GK               | 25 | Jorge Bava          | 88’ |     |
| RB               | 4  | Christian Núñez     |     |     |
| CB               | 19 | Andrés Scotti       | 23’ |     |
| CB               | 6  | Alexis Rolín        | 50’ |     |
| LB               | 14 | Diego Placente      | 39’ | 72’ |
| CM               | 8  | Matías Cabrera      |     | 61’ |
| CM               | 23 | Facundo Píriz       | 71’ |     |
| CM               | 17 | Maximiliano Calzada |     |     |
| AM               | 20 | Álvaro Recoba (C)   |     |     |
| CF               | 10 | Tabaré Viudez       |     | 14’ |
| CF               | 7  | Richard Porta       |     |     |
| Sostituti:       |    |                     |     |     |
| GK               | 1  | Leonardo Burián     |     |     |
| DF               | 2  | Darwin Torres       |     | 72’ |
| MF               | 18 | Israel Damonte      | 74’ | 61’ |
| MF               | 24 | Marcos Aguirre      |     |     |
| FW               | 9  | Alexander Medina    |     |     |
| FW               | 11 | Vicente Sánchez     |     | 14’ |
| FW               | 15 | Gonzalo Bueno       |     |     |
| Allenatore:      |    |                     |     |     |
| Marcelo Gallardo |    |                     |     |     |

| DEFENSOR SPORTING: |    |                        |     |     |
|                    |    |                        |     |     |
| GK                 | 1  | Yonathan Irrazábal     |     |     |
| RB                 | 21 | Pablo Pintos           | 72’ |     |
| CB                 | 2  | Ramón Arias            |     |     |
| CB                 | 6  | Néstor Moiraghi        |     |     |
| LB                 | 22 | Robert Herrera         | 42’ | 60’ |
| DM                 | 15 | Diego Martín Rodríguez |     |     |
| DM                 | 5  | Diego Ferreira         |     | 60’ |
| RM                 | 19 | Federico Pintos        |     |     |
| LM                 | 9  | Matías Britos          |     |     |
| CF                 | 11 | Nicolás Olivera (C)    | 33’ |     |
| CF                 | 16 | Ignacio Risso          |     | 60’ |
| Sostituti:         |    |                        |     |     |
| GK                 | 12 | Fernando Rodríguez     |     |     |
| DF                 | 4  | Mario Risso            |     |     |
| DF                 | 7  | Juan Amado             |     | 60’ |
| DF                 | 20 | Diego Manuel Rodríguez |     | 60’ |
| MF                 | 10 | Brahian Alemán         |     |     |
| MF                 | 23 | Andrés Fleurquín       |     |     |
| FW                 | 8  | Diego Rolán            |     | 75’ |
| Allenatore:        |    |                        |     |     |
| Gustavo Díaz       |    |                        |     |     |

| Uomo partita: Álvaro Recoba Assistenti: Gabriel Popovits Gersei Gómez Quarto uomo: Heber Rodríguez |

| Primera División 2011–12 Champion |
| --------------------------------- |
| Nacional 44º titolo               |